# 신복족류
신복족류(新腹足類, Neogastropoda)는 바다 달팽이의 일종으로 해양 복족류 연체동물이다. 오랫동안 신복족목으로 분류해 왔으나, 현재는 정식 분류 등급이 없는 바다 달팽이 분기군의 하나로 분류하고 있다.

## 분류학
신복족목으로 분류했을 때, 신복족류는 1921년 프리드리히 칼 요하네스 틸레가 분류한 방법에 따라서 아가미로 호흡하는 전새복족류로 분류했다. 신복족목을 구성하는 과 목록은 1960년 콕스(Cox)가 분류한 신복족류의 과 목록이다. 1929년 틸레(Thiele)의 분류 이래로, 신복족류는 다른 신생복족류와 명확히 다른, 하나의 자연적인 분류군으로 간주했었다. 이와 같은 형태학적 분류는 많은 형태학 분류학자들에게 널리 받아들여졌으며, 이는 몇 개의 공유파생형질에 기초한 것이었으며, 주로 소화계의 해부학적 구조와 관련이 있었다. 현재 신복족류는 일반적으로 6개의 상과를 인정하고 있다. 상과는 물레고둥상과와 뿔소라상과, 대추고둥상과, Pseudolivoidea, 청자고둥상과 그리고 감생이고둥상과이다. 형태학적 특징에 기초한 신복족류 상과들 사이의 계통분류학적인 관계는 오히려 불안정하다. 예를 들어, 감생이고둥상과 또는 물레고둥상과는 각각 신복족류의 자매군으로 분류하기도 한다.
2005년, 부쉐와 로크루와의 복족류 분류에서 분류하고 있는 상과는 다음과 같다
- 물레고둥상과 (Buccinoidea) Rafinesque, 1815
- 뿔소라상과 (Muricoidea) Rafinesque, 1815
- 대추고둥상과 (Olivoidea) atreille, 1825
- 프세우돌리바상과 (Pseudolivoidea) (de Gregorio, 1880)
- 청자고둥상과 (Conoidea) Fleming, 1822
- 감생이고둥상과 (Cancellarioidea) Forbes & Hanley, 1851

## 하위 과
2005년, 부쉐와 로크루와의 복족류 분류에서, 신복족류는 아래와 같은 하위 과를 포함하고 있다.
- 상과로 할당되지 않은 과
  - † Johnwyattiidae
  - † Perissityidae
  - † Sarganidae
  - † Speightiidae
  - † Taiomidae
  - † Weeksiidae
- 물레고둥상과 (Buccinoidea)
  - 물레고둥과 (Buccinidae)
  - Colubrariidae
  - 무륵과 (Columbellidae)
  - 긴고둥과 (Fasciolariidae)
  - 좁쌀무늬고둥과 (Nassariidae)
  - 털탑고둥과 (Melongenidae)
- 뿔소라상과 (Muricoidea)
  - 뿔소라과 (Muricidae)
  - Babyloniidae
  - 붓고둥사촌과 (Costellariidae)
  - 작은싸라기고둥과 (Cystiscidae)
  - Harpidae
  - 싸라기고둥과 (Marginellidae)
  - 붓고둥과 (Mitridae)
  - † Pholidotomidae
  - Pleioptygmatidae
  - Strepsiduridae
  - Turbinellidae
  - 홍줄고둥과 (Volutidae)
  - Volutomitridae
- 대추고둥상과 (Olivoidea)
  - 대추고둥과 (Olividae)
  - Olivellidae
- Pseudolivoidea
  - Pseudolividae
  - Ptychatractidae
- 청자고둥상과 (Conoidea)
  - 청자고둥과 (Conidae)
  - Clavatulidae
  - Drilliidae
  - Pseudomelatomidae
  - Strictispiridae
  - 송곳고둥과 (Terebridae)
  - 언챙이고둥과 (Turridae)
- 감생이고둥상과 (Cancellarioidea)
  - 감생이고둥과 (Cancellariidae)